# Thomas Grünfeld
Thomas Grünfeld (* 29. Juni 1956 in Leverkusen) ist ein deutscher Künstler. Seit 2004 ist er Professor für Bildhauerei an der Kunstakademie Düsseldorf. 
Er lebt und arbeitet in Köln und Casola in Lunigiana.

## Leben
Von 1978 bis 1983 studierte er an der Staatlichen Akademie der Bildenden Künste in Stuttgart (Klasse Paul Uwe Dreyer).
1986 zeigte seine zweite Ausstellung in der Tanja Grunert Galerie in Köln Arbeiten, die, von Richard Artschwager beeinflusst, zwischen Kunstobjekten und scheinbarer Benutzbarkeit changieren. Als Titel wurden Namen von englischen Gentlemen’s Clubs verwendet.
1990 bei der ersten Präsentation seiner Tierpräparate (misfits) in der Londoner Galerie Karsten Schubert Ltd provozierten Animal-Rights-Aktivisten einen Eklat mit einhergehendem Polizeieinsatz.
1997 kombinierte er in der Ausstellung Déformation Professionnelle im Kölnischen Kunstverein zwei seiner Werkgruppen (misfits und Gummis) mit Kleidern der Sommerkollektion ’97 von Rei Kawakubo (Comme des Garçons), bei der es um die Deformation des Frauenkörpers geht.
2008 folgte ein erster Versuch von Grünfeld in der Ausstellung Thébaïde in der Galerie Michael Janssen/ Berlin, möglichst viele seiner Werkgruppen in einer Ausstellung zu vereinen. 2013 zeigt das Museum Morsbroich in Leverkusen die erste Retrospektive des Künstlers, die danach (2014) ins Museo d’Arte Contemporanea Villa Croce in Genua reiste.
Die Stiftung Schloss und Park Benrath in Düsseldorf hat Thomas Grünfeld vom 11. April bis 26. Oktober 2025 unter dem Titel „Freaks of Nature – Thomas Grünfeld & die Faszination von Mischwesen“ eine umfangreiche Ausstellung gewidmet.

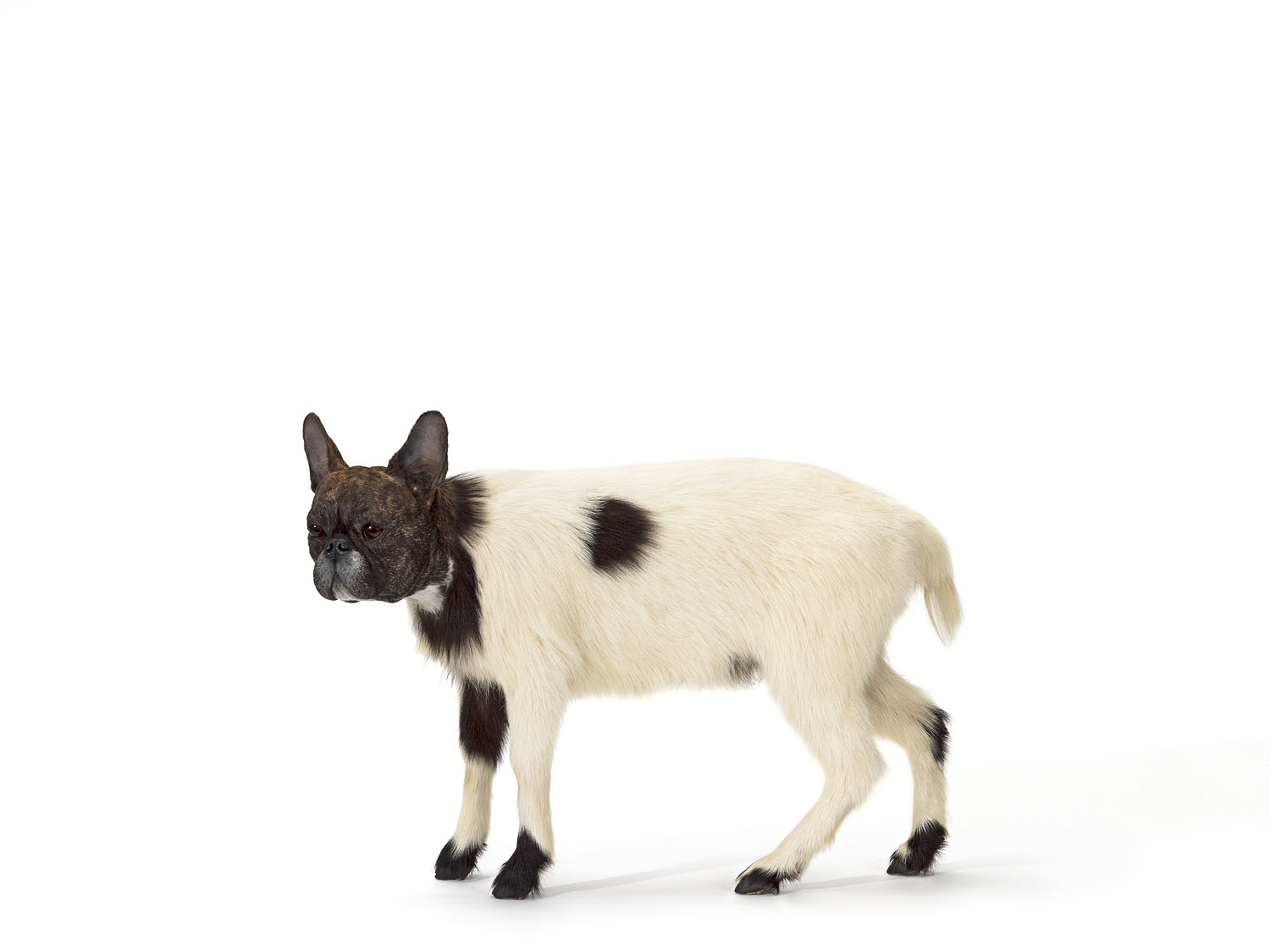
Aus der Werkgruppe „misfits“

## Werk
Sein Werk ist durch strikt getrennte Werkgruppen gekennzeichnet. Die Bekannteste ist die seiner Tierpräparate (misfits), die jeweils aus verschiedenen Spezies zusammengesetzt sind (seit 1990). Die anderen Werkgruppen seit 1986: Tabletts, Röcke, Polster, Gummis, dye-transfers, Augenbilder und Filze.

## Preise und Auszeichnungen
- 2015: Preis der Stiftung Dieter Krieg

## Ausstellungen (Auswahl)
- 1986:  Galerie Tanja Grunert, Köln
- 1989: Einleuchten; Will, Vorstel und Simul in HH (kuratiert von Harald Szeemann), Deichtorhallen Hamburg
- 1990: misfits I–VII, Karsten Schubert Ltd, London
- 1990: Aperto, Biennale, Venedig
- 1992: Humpty Dumpty’s Kaleidoscope, A New Generation of German Artists, Museum of Contemporary Art, Sydney
- 1994: Frankenstein: Exploration in Manipulations and Surrationality, MacDonald Stewart Art Centre, Toronto
- 1997: Young German Artists II, Saatchi Gallery, London
- 1997: Déformation Professionnelle, Kölnischer Kunstverein, Köln
- 2003: OUTLOOK (kuratiert von Christos M. Joachimides), Benaki-Museum, Athen
- 2008: Thébaïde, Galerie Michael Janssen, Berlin
- 2013: Thomas Grünfeld – homey. Werke von 1981 bis 2013, Museum Morsbroich, Leverkusen
- 2014: Thomas Grünfeld – homey. Werke von 1981 bis 2013, Museo d’Arte Contemporanea Villa Croce, Genua
- 2025: Freaks of Nature – Thomas Grünfeld & die Faszination von Mischwesen, 11. April bis 26. Oktober 2025, Schloss Benrath, Düsseldorf

## Sammlungen
- Barcelona, CAL CEGO Collection (E)
- Berlin, Nationalgalerie (D)
- Düsseldorf, Akademiegalerie (D)
- Hamburg, Sammlung Falckenberg (D)
- Hannover, Sprengel Museum (D)
- Leverkusen, Museum Morsbroich (D)
- Lissabon, Museu Coleccao Berardo (P)
- Louisville, Museum 21Century (USA)
- Metz, Frac Lorraine (F)
- Mexiko-Stadt, Centro Cultural de Arte Contemporanea (MEX)
- Oiron, Château de Oiron  (F)
- Paris, Centre Pompidou (F)
- Rotterdam, Caldic Collection (NL)
- Rotterdam, Museum Boijmans Van Beuningen (NL)
- Stuttgart, Staatsgalerie Stuttgart (D)
- Stuttgart, Kunstmuseum (D)
- Stuttgart, Sammlung LBBW (D)
- Toulouse, Les Abattoirs (F)
- Wolfsburg, Kunstmuseum (D)